# Celles, Ariège

Celles este o comună în departamentul Ariège din sudul Franței. În 1 ianuarie 2022 avea o populație de 143 de locuitori.